# Oksana Ljubtsova
Oksana Ljubtsova (ukrainsk: Оксана Любцова; født 13. september 1985 i Melitopol, Sovjetunionen) er en kvindelig tennisspiller fra Ukraine. Ljubtsova startede sin professionelle karriere i 2002. 
Den 21. juli 2008 opnåede hun sin højeste rangering på WTA's verdensrangliste i single som nummer 141. 